# Janina
Janinaⓘ – żeńska forma imienia Jan zapożyczona z języka czeskiego. W średniowieczu używano w Polsce także formy Janna, Jana.
Janina imieniny obchodzi 12 czerwca, 24 czerwca, także 29 sierpnia.

## Odpowiedniki w innych językach
- angielski: Jane
- esperanto: Johana, Johanino
- hiszpański: Juana
- włoski: Gianna, Giovanna
- ukraiński: Іванна (Iwanna)[2]

## Znane osoby noszące imię Janina
- Jane Austen – pisarka angielska
- Janina Draczewska – polska aktorka
- Jane Fonda – aktorka amerykańska
- Janina Frątczak – polska lekkoatletka
- Janina Godlewska-Bogucka – aktorka i piosenkarka
- Janina Hettich – niemiecka biathlonistka
- Janis Joplin – wokalistka rockowa
- Janina Miłosz – filmowiec, pierwsza żona Czesława Miłosza
- Jana Novotná – czeska tenisistka
- Janina Nowotnowa – malarka
- Janina Ochojska – działaczka humanitarna, polityk
- Janina Paradowska – publicystka polityczna
- Janina Porazińska – poetka
- Janina Szreniawa – aktorka teatralna
- Janina Szymkowiak – siostra zakonna, błogosławiona Kościoła katolickiego (imię zakonne Sancja)
- Janina Żejmo – radziecka aktorka pochodzenia polskiego

## Janina w literaturze
- Janina „Kreska” Krechowicz – bohaterka Jeżycjady Małgorzaty Musierowicz

## Inne
- Janina – herb szlachecki
- Janina – krater na powierzchni Wenus
- Kopalnia Węgla Kamiennego Janina w Libiążu
- Janina – dawna kolonia na Białorusi, w obwodzie grodzieńskim, w rejonie smorgońskim, w sielsowiecie Krewo.